# Pseudoneureclipsis lusitanica
Pseudoneureclipsis lusitanica là một loài Trichoptera trong họ Dipseudopsidae. Chúng phân bố ở miền Cổ bắc.